# Маркуш-структура

Маркуш-структура

Ма́ркуш-структу́ра (англ. Markush structure) — назва хімічної структури, аналогічна до родової структури, але створена більш загальною в тому, що замісники в корінній структурі не обов'язково чітко ідентифіковані, наприклад, алкіл, а не СН3-, С2Н5- тощо.